# Condado de Woods
El condado de Woods (en inglés: Woods County), fundado en 1893, es un condado del estado estadounidense de Oklahoma. En el año 2000 tenía una población de 9.087 habitantes con una densidad de población de 3 personas por km². La sede del condado es Alva.

## Geografía
Según la oficina del censo el condado tiene una superficie total de 3341 km² (1290,0 mi²), de los que 3332 km² (1286,5 mi²) son tierra y 9 km² (3,5 mi²) (0,27%) son agua.

## Condados adyacentes
- Condado de Comanche - norte
- Condado de Barber - noreste
- Condado de Alfalfa - este
- Condado de Major - sur
- Condado de Woodward - suroeste
- Condado de Harper - oeste

## Demografía
Según el censo del 2000 la renta per cápita media de los habitantes del condado era de 28.927 dólares y el ingreso medio de una familia era de 39.143 dólares. En el año 2000 los hombres tenían unos ingresos anuales 26.651 dólares frente a los 18.968 dólares que percibían las mujeres. El ingreso por habitante era de 17.487 dólares y alrededor de un 15,00% de la población estaba bajo el umbral de pobreza nacional.

## Ciudades y pueblos
- Alva
- Avard
- Capron
- Dacoma
- Freedom
- Waynoka